# Szpilewo
Szpilewo (ros. Шпилево) – wieś (sieło) w Rosji, w obwodzie niżnonowogrodzkim, w okręgu miejskim Pieriewozu. W 2010 liczyła 308 mieszkańców.